# بنجامین گاوانون
بنجامین گاوانون (انگلیسی: Benjamin Gavanon؛ زادهٔ ۹ اوت ۱۹۸۰) بازیکن فوتبال اهل فرانسه است.
از باشگاه‌هایی که در آن بازی کرده‌است می‌توان به باشگاه فوتبال نانسی، باشگاه فوتبال ناتینگهام فارست، باشگاه فوتبال المپیک مارسی، باشگاه ورزشی آمیان، باشگاه فوتبال سوشو، باشگاه فوتبال شنژن، و باشگاه فوتبال آریس سالونیک اشاره کرد.